# Šporka
Die Šporka, auch Sporka (deutsch Rohnbach, auch Ronbach bzw. Sporkabach) ist ein rechter Zufluss der Ploučnice in Tschechien.

## Verlauf
Die Šporka entspringt westlich von Jedličná am Südosthang der Medvědí hůrka (Bärenfang, 645 m) im Lausitzer Gebirge. Ihr Oberlauf führt am westlichen Fuße des Klíč (Kleis, 760 m) durch Polevsko, Arnultovice und Nový Bor nach Südosten. Dort erreicht der Bach die zur Ralská pahorkatina (Rollberg-Hügelland) gehörende Zákupská pahorkatina (Reichstadter Hügelland), nimmt südwestliche Richtung und fließt nördlich des Chotovický vrch (498 m) und des Milberk (405 m) nach Skalice u České Lípy, wo sich links der Šporka der Skalický vrch (Langenauer Berg, 484 m) erhebt. Am unteren Ortsausgang von Skalice u České Lípy wendet sich die Šporka am Wildgehege Skalice nach Westen und fließt mäandrierend an Svobodná Ves vorbei. Nachfolgend nimmt der Bach wieder, vorbei an Manušice und Častolovice wieder südöstliche, dann bei Lada südliche Richtung. An der zu Česká Lípa gehörigen Wohnsiedlung Sídliště Lada wendet sich der Bach nach Nordwesten und erreicht Horní Libchava. Dort umfließt er den Vinný vrch (302 m) mit den Resten der Burg Klinštejn und nimmt am westlichen Stadtrand von Česká Lípa südliche Richtung. Sein Unterlauf führt vorbei am Schloss Horní Libchava und dem Dubový vrch (297 m) durch Dolní Libchava und vorbei an Česká Lípa-Holý vrch. Am südwestlichen Fuße des Holý vrch (301 m) mündet die Šporka gegenüber von Dubice in die Ploučnice.
Der Bachlauf in Nový Bor und Skalice u České Lípy ist stark reguliert.

## Abflüsse
- Graben zu den Manušické rybníky (r), oberhalb von Manušice

## Zuflüsse

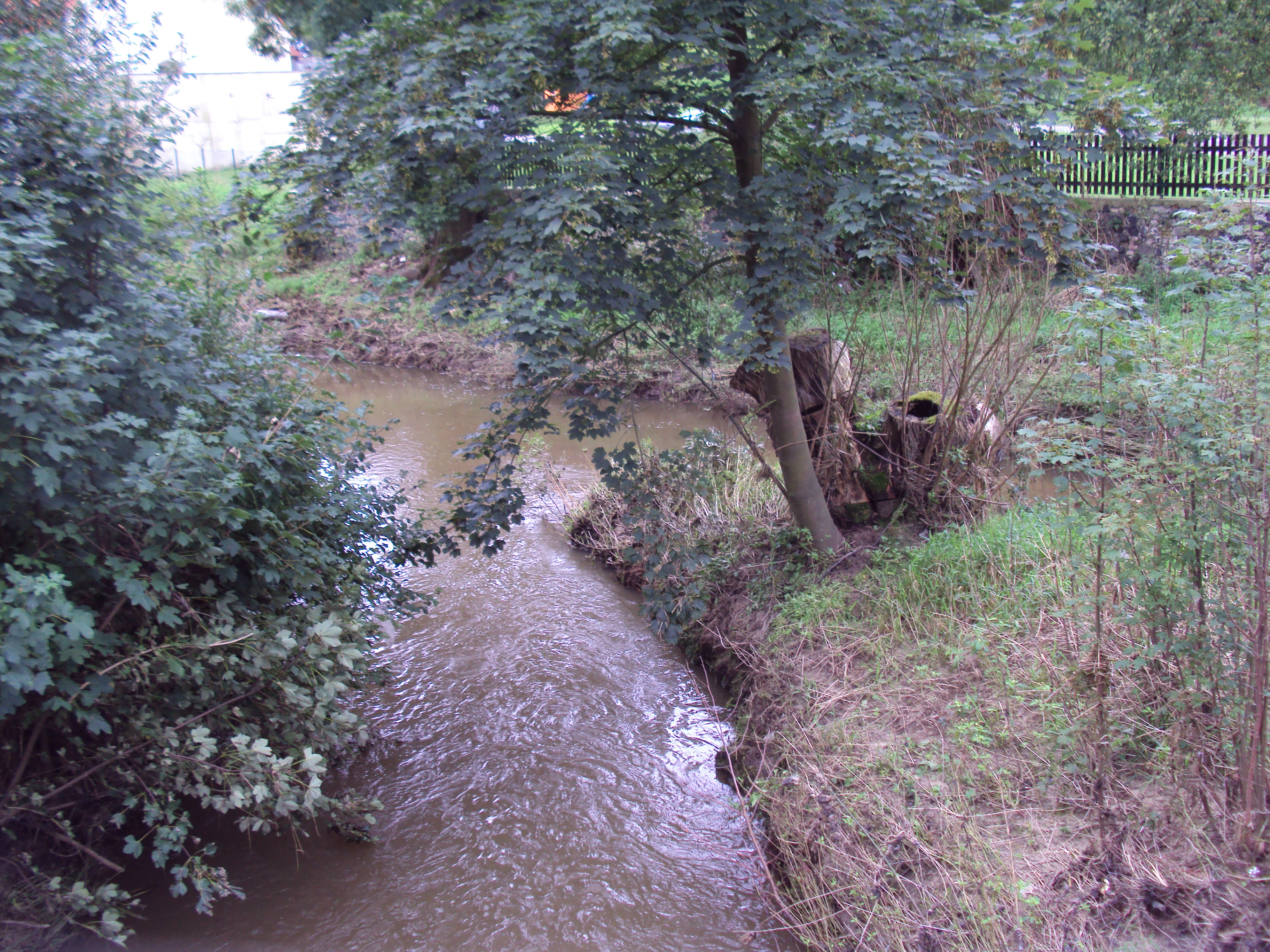
Mündung der Libchava (rechts) in die Šporka

- Okrouhlický potok bzw. Skalický potok (r), in Skalice u České Lípy
- Rebenka (r), bei Svobodná Ves
- Graben von den Manušické rybníky (r), am Vinný vrch
- Libchava (r), am Schloss Horní Libchava
- Stružnický potok (r), in Dolní Libchava

## Besonderheiten
- Nördlich von Manušice wird von der Šporka seit dem 16. Jahrhundert rechtsseitig ein Graben abgeleitet, der die Manischer Teiche (Manušické rybníky) speist und später wieder in die Šporka mündet. Die Teiche wurde im Jahre 1575 erstmals erwähnt. Im Jahre 2012 wurden die sieben Teiche (Velký Široký rybník, Malý Široký rybník, Horní manušický rybník, Prostřední manušický rybník, Dolní manušický rybník, Napajedlo; der siebte ist namenlos) als Naturdenkmal unter Schutz gestellt. Das PP Manušické rybníky hat eine Ausdehnung von 19,92 ha.[2]
- Das nordwestlich von Česká Lípa-Sídliště Sever zwischen der Bahnstrecke Česká Lípa-Nový Bor und der Šporka gelegene Feuchtgebiet wurde ebenfalls 2012 als Naturdenkmal geschützt. Das PP Mokřad v nivě Šporky umfasst eine Fläche von 20,3 ha und dient dem Schutz der Rotbauchunke.[3]
- Reste der Burg Klinštejn (Klingenstein) auf dem Vinný vrch bei Horní Libchava. Auf dem von drei Seiten von der Šporka umflossenen Hügel entstand am Übergang vom 13. zum 14. Jahrhundert eine hölzerne Burganlage, die wahrscheinlich Záviš von Stružnice aus dem Geschlecht von Ronow gehörte. Dessen Nachkommen ließen die Burg zu Beginn des 14. Jahrhunderts als ihren Sitz ausbauen und legten sich das Prädikat von Klingenstein zu. Die Überreste der zum Ende des 14. Jahrhunderts aufgegebenen Burg sind seit 1958 als Kulturdenkmal geschützt.[4]
- Schloss Horní Libchava, es wurde 1574 für Heinrich von Wartenberg errichtet und gehörte von der Mitte des 17. Jahrhunderts bis 1926 dem Malteserorden. Heutiger Eigentümer ist die Gemeinde Horní Libchava, die das verfallene Bauwerk instand setzen lässt.[5]